# IC 5328A
IC 5328A — галактика типу SB0-a (компактна витягнута галактика) у сузір'ї Фенікс.
Цей об'єкт міститься в оригінальній редакції індексного каталогу.